# 血皮草科

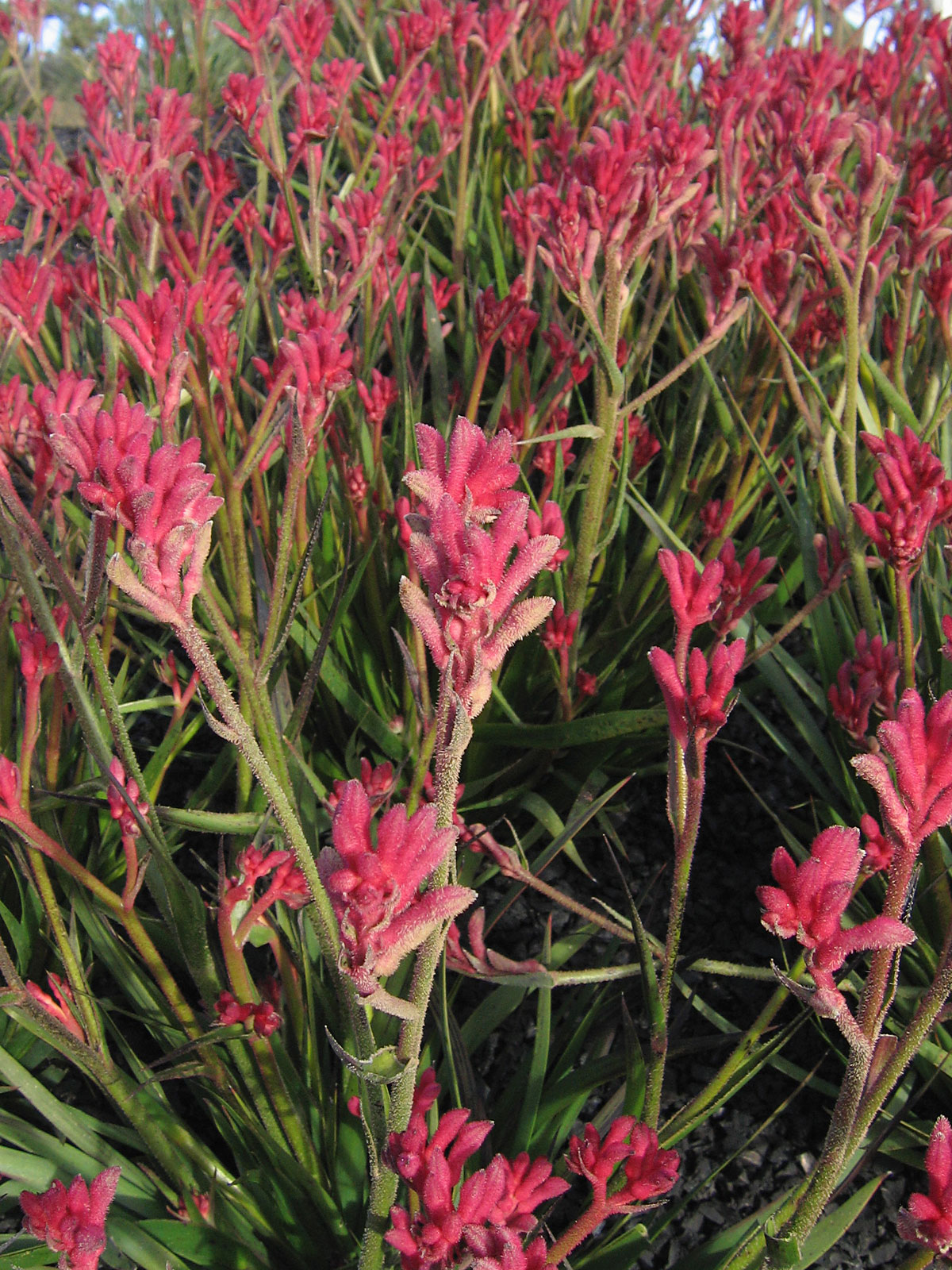
袋鼠花

血皮草科共有14属约75种，全部生长在南半球，主要分布在南非、澳大利亚、新几内亚和南美洲。又稱為袋鼠爪花科（Kangaroo Paw Family）。
本科植物的叶大，革质；花生长在花茎上，有毛。
1981年的克朗奎斯特分类法将其列入百合目，1998年根据基因亲缘关系分类的APG 分类法将其列入鸭跖草目。

## 属
- 袋鼠花属 Anigozanthos
- 金血草属 Barberetta
- 冬钟花属 Blancoa
- 锥柱草属 Conostylis
- 伞血草属 Dilatris
- 血草属 Haemodorum
- 绒血草属 Lachnanthes
- 黑袋鼠爪属 Macropidia
- 纹匣草属 Phlebocarya
- Pyrrhorhiza
- 淡血草属 Schiekia
- 绵绒花属 Tribonanthes
- 鸠尾花属 Xiphidium
- 折扇草属 Wachendorfia